# Thailändische Badmintonmeisterschaft 1962
Die Thailändische Badmintonmeisterschaft 1962 fand in Bangkok statt. Es war die elfte Austragung der nationalen Meisterschaften von Thailand im Badminton.

## Titelträger
| Disziplin    | Sieger                                |
| ------------ | ------------------------------------- |
| Herreneinzel | Sangob Rattanusorn                    |
| Dameneinzel  | Pratuang Pattabongse                  |
| Herrendoppel | Chavalert Chumkum Raphi Kanchanaraphi |
| Damendoppel  | nicht ausgetragen                     |
| Mixed        | Chavalert Chumkum Pankae Phongarn     |

Anmerkungen
Die genannten Quellen listen im Mixed unterschiedliche Sieger. Das Handbook führt Sanguan Anandhanonda und Pratuang Pattabongse als Meister.